# Robert Baker (Politiker)

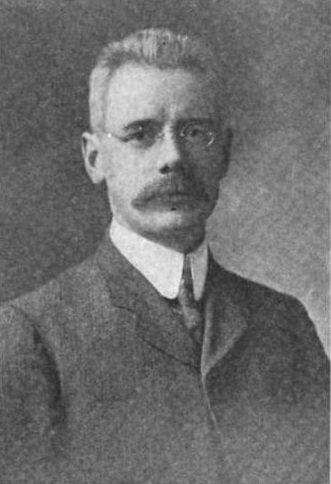
Robert Baker

Robert Baker (* April 1862 in Bury St Edmunds, Großbritannien; † 15. Juni 1943 in Brooklyn, New York) war ein US-amerikanischer Jurist und Politiker. Zwischen 1903 und 1905 vertrat er den Bundesstaat New York im US-Repräsentantenhaus.

## Werdegang
Robert Baker wurde während des Viktorianischen Zeitalters in Bury St. Edmunds geboren. Er besuchte öffentliche Schulen. 1882 wanderte in die Vereinigten Staaten ein und ließ sich in Albany nieder. Er zog dann 1889 in die damals noch eigenständige Stadt Brooklyn. 1894 kandidierte er erfolglos für einen Sitz in der New York State Assembly. Dann war er 1902 als Auditor in New York City tätig. Politisch gehörte er der Demokratischen Partei an.
Bei den Kongresswahlen des Jahres 1902 wurde Baker im sechsten Wahlbezirk von New York in das US-Repräsentantenhaus in Washington, D.C. gewählt, wo er am 4. März 1903 die Nachfolge von George H. Lindsay antrat. Im Jahr 1904 erlitt er bei seiner Wiederwahlkandidatur eine Niederlage und schied nach dem 3. März 1905 aus dem Kongress aus. Seine Kandidatur im Jahr 1906 war auch erfolglos. Während seiner Zeit als Kongressabgeordneter wurde er als ein leidenschaftlicher Reformer wahrgenommen und erhielt den Spitznamen „No-Pass Bob“ wegen seiner Haltung gegen freie Zugfahrten für Abgeordnete. Er war ein überzeugter Anhänger der Einheitssteuer-Theorie von Henry George. In diesem Zusammenhang richtete er im April 1893 das erste Treffen der „Citizen’s Union“ in seinem Haus an der 89 St. Marks Avenue in Brooklyn aus. Die Citizen’s Union existiert noch heute als eine leistungsfähige, unabhängige Überwachungsorganisation in New York, die sich mit kommunalen Angelegenheiten befasst, obwohl sie längst ihre Bindung zu Henry George aufgegeben hat. Als Pazifist weigerte er sich irgendwelche Kadetten für die United States Military Academy in West Point zu ernennen. Als Gegner des Militarismus bot er eine Einstellung der amerikanischen Herstellung von Kriegsschiffen an. Darüber hinaus verurteilte er das Blutsonntag-Massaker in St. Petersburg (Russisches Kaiserreich). Er führte die Opposition gegen eine Lohnerhöhung des Präsidenten von 50.000 $ auf 100.000 $ pro Jahr mit der Begründung, dass es in einer Republik nicht notwendig wäre. Er wurde als ein Komödiant verhöhnt, der lieber einer anderen Meinung sei als Recht zu haben.
Nach seiner Kongresszeit war er 1906 als Secretary im New York City Department of Docks and Ferries tätig. Er war bis zu seinem Tod am 15. Juni 1943 in Brooklyn im Steinpflastergeschäft tätig sowie in allgemeinen Immobiliengeschäften. Sein Leichnam wurde auf dem Evergreen Cemetery beigesetzt.